# Herba de les mamelles
L'herba de les mamelles (Lapsana communis) és una planta amb flor de la família de les asteràcies.

## Distribució i hàbitat
Aquesta planta és originària de les zones temperades d'Euràsia. S'ha estès a altres llocs del planeta i es considera una espècie invasora a Austràlia, Xile, Nova Zelanda i parts de l'Amèrica del Nord.
L'herba de les mamelles es troba a la vora de les ciutats i pobles, potser com a vestigi d'antics conreus. Creix sovint a la vora dels camins i carreteres i l'hi agrada créixer al peu dels murs de cases i ruïnes, però també hom la troba dins dels boscos. Prefereix sóls rics en nitrats.

## Descripció

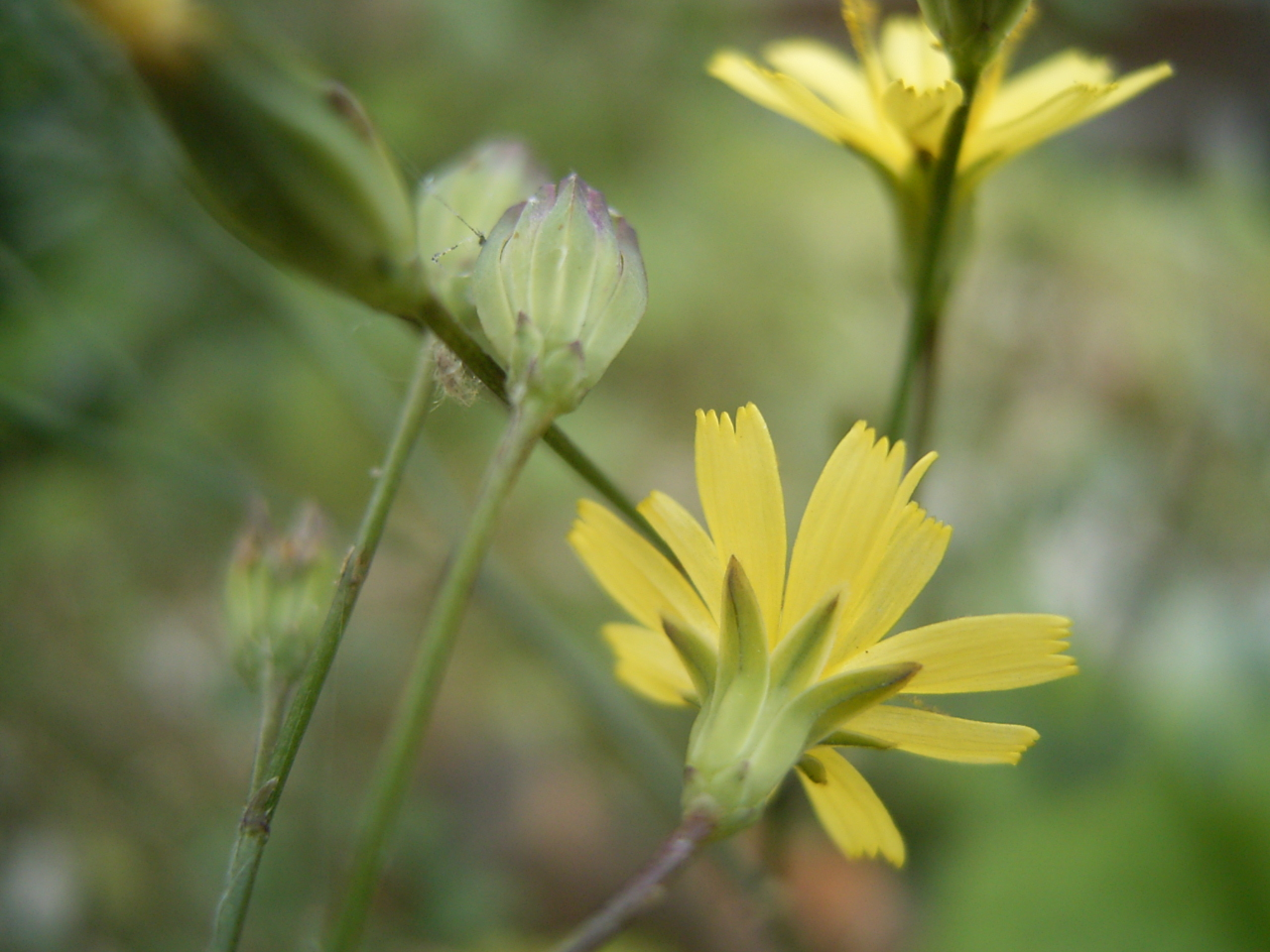
Herba de les mamelles (Lapsana communis); detall de les flors.

És una planta herbàcia anual o perenne, segons la subespècie, de 100 cm d'alçada màxima, però que generalment no supera els 50 cm. Les fulles creixen en espiral al voltant de la tija. Són pinnades i tenen els marges serrats.
Les flors de l'herba de les mamelles són zigomorfes i d'1 a 2 cm de diàmetre. Formen grupúsculs de color groc molt vistosos a la testa de la tija.
L'aqueni té 20 seccions. La dispersió de les llavors té lloc mitjançant el vent, els animals i les formigues.

## Propietats gastronòmiques i medicinals

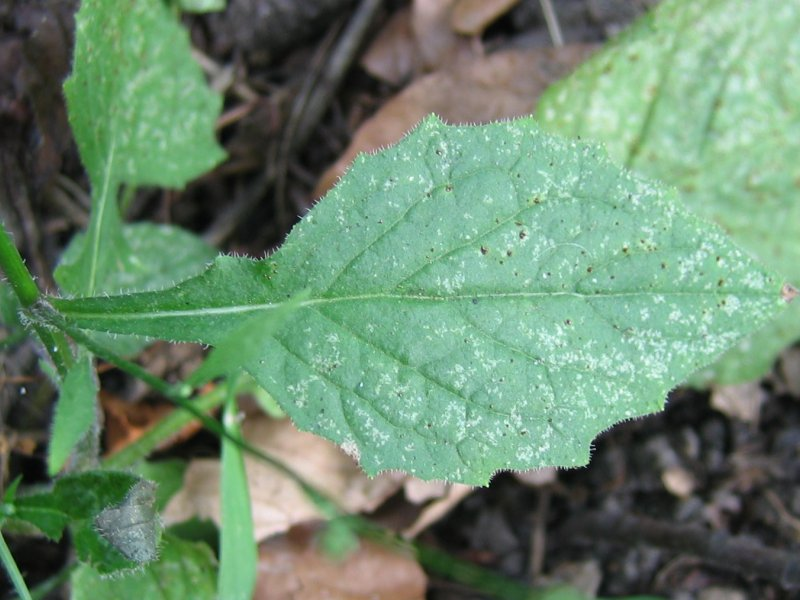
Valorada antigament com a aliment: Fulla de l'herba de les mamelles.

És una planta utilitzada com a aliment i com a medicina des de temps molt antics. Les fulles tendres són comestibles tant crues com cuinades. Es poden fer saltejades, en truita, bullides o en quiche. Quan són crues, les fulles de l'herba de les mamelles tenen un gust un xic picant que recorda al rave. Com a hortalissa, aquesta planta era una font d'aliment per als humans des de temps prehistòrics. L'herba de les mamelles es cultivava a l'antiga Roma i va ser descrita per Marc Terenci Varró. Per al conreu d'aquesta planta cal evitar sòls massa àcids i llocs amb massa ombra.
"Herba de les mamelles", l'estrany nom vulgar d'aquesta planta, prové de les seves aplicacions medicinals, car té propietats antisèptiques i antiinflamatòries, essent un remei eficaç per guarir feridetes. Antigament es feia servir per tractar les petites llagues o esquerdes que apareixen en els mugrons de les dones, sobretot durant la lactància.
Segons el tractat Teoria de les signatures, molt utilitzat pels practicants de la medicina herbal tradicional, cada planta presenta signes evidents de les seves propietats medicinals. Així hom afirmava que els capolls d'aquesta planta semblen el mugró de la mamella d'una dona.

## Gènere i subespècies
La Lapsana communis és l'únic membre del gènere Lapsana. Té però diverses subespècies:
- Lapsana communis subsp. communis. Tota l'Europa temperada menys el sud-est. Planta anual. És la subespècie que es troba comunament a moltes zones dels Països Catalans.
- Lapsana communis subsp. adenophora (Boiss.) Rech.f. Sud-est d'Europa.
- Lapsana communis subsp. alpina (Boiss. & Balansa) P.D.Sell. Crimea.
- Lapsana communis subsp. grandiflora (M. Bieb.) P.D.Sell. Sud-oest d'Àsia.
- Lapsana communis subsp. intermedia (M. Bieb.) Hayek. Sud-oest d'Àsia, sud-est d'Europa. Planta perenne.
- Lapsana communis subsp. pisidica (Boiss. & Heldr.) Rech.f. Grècia.